# Актюбінський
Актю́бінський (рос. Актюбинский) — селище у складі Світлинського району Оренбурзької області, Росія.
Стара назва — Світлинський.

## Населення
Населення — 554 особи (2010; 1001 у 2002).
Національний склад (станом на 2002 рік):
- росіяни — 63 %